# Juan Manuel Llop
Juan Manuel Llop (Arroyo Dulce, Buenos Aires, Argentina; 1 de junio de 1963) es un exfutbolista y entrenador argentino. 

## Trayectoria

### Como futbolista
Comenzó su carrera como futbolista en el Club Atlético Newell's Old Boys  de la ciudad de Rosario donde debutó en 1981 y se desempeñó como mediocampista. Estuvo en el cuadro leproso hasta fines del año 1994, excepto un breve paso por Estudiantes de Río Cuarto en 1984.
En el año 1988 obtuvo su primer campeonato, el Campeonato de Primera División 1987-88, cuando Newell's Old Boys obtuvo su segundo título de Liga nacional de la Asociación del Fútbol Argentino.
Integró también el plantel de Newell's Old Boys que disputó la Copa Libertadores de 1988, alcanzando la instancia final frente a Nacional de Uruguay. Luego conseguiría su segundo título personal en el Campeonato de Primera División 1990/91, dando la vuelta olímpica en La Bombonera como una de las piezas fundamentales del equipo de Marcelo Bielsa.
En 1992 obtuvo su tercera coronación: el Torneo Clausura 1992. Al año siguiente jugó junto a Diego Maradona en el breve paso de este por Newell's Old Boys. Es el tercer futbolista que más encuentros disputó en Newell's Old Boys con 399 (luego de Gerardo Martino y Norberto Scoponi), y junto a ellos el que más títulos obtuvo con tres consagraciones.
En 1994, y debido a problemas con la dirigencia, fue traspasado a Estudiantes de La Plata, donde permaneció por un año. Posteriormente jugó en Quilmes en 1995 y San Martín de Tucumán en 1996, donde culminó su carrera como futbolista.

### Como entrenador
Llop comenzó su carrera como entrenador en el año 2001 en el Club Atlético Newell's Old Boys, pero nuevamente los problemas con la dirigencia lo llevaron a renunciar al cargo. Posteriormente dirigió en Paraguay a Tacuary y Libertad hasta retornar a Argentina en el año 2006 al frente de Godoy Cruz de Mendoza, club con el cual logró el ascenso a la Primera División argentina.
En el año 2007 Llop fue contratado por el Club Atlético Banfield, donde permaneció hasta marzo de 2008, logrando el tercer puesto del campeonato. Posteriormente asumió la conducción de Racing Club de Avellaneda, al cual salvaría del descenso con una promoción contra Belgrano de Córdoba. Un torneo más tarde dejó su cargo tras perder tres partidos consecutivos en el arranque del torneo, entre ellos el clásico de Avellaneda.
Fue contratado en 2009 para la segunda etapa del torneo ecuatoriano de fútbol en Barcelona Sporting Club. Allí salvó del descenso al Barcelona y al campeonato siguiente hizo una muy buena campaña, ingresando a la Copa Sudamericana y dejando al equipo muy bien posicionado para ingresar en la Copa Libertadores. A fines de 2010 fue contratado por el club Santiago Wanderers de Valparaíso para hacerse cargo del equipo en el Campeonato de Primera A de Chile. Producto de los malos resultados conseguidos en el Apertura 2011, fue despedido a inicios del Clausura. 
El 6 de octubre de 2011 se convirtió en director técnico de Atlético Tucumán tras la renuncia del veterano entrenador Jorge Solari. El 19 de septiembre de 2012 se convirtió en el nuevo entrenador de Huracán, cargo al cual renunció el 19 de abril del año siguiente luego de un incidente con la barra brava del club. 
Desde enero de 2015 se convirtió en nuevo entrenador del Club Jorge Wilstermann de Bolivia, llegando a cumplir una buena campaña en el primer torneo de ese año. En el segundo torneo, en la fecha 16, Llop renunció a su cargo debido a derrotas consecutivas y por falta de pago al cuerpo técnico y jugadores por parte de al dirigencia. En Jorge Wilstermann acumuló una racha de 19 partidos sin perder de local, con 12 victorias y 7 empates.
En marzo de 2016, llegó a Atlético de Rafaela para ser el sucesor de Jorge Burruchaga. En junio de 2017, luego del descenso de Atlético de Rafaela fue confirmado como DT de Club Atlético Newell's Old Boys. Finalmente el 19 de febrero de 2018, luego de la derrota de su equipo contra San Lorenzo de Almagro, los dirigentes del club decidieron despedirlo de su cargo debido a los malos resultados.

## Clubes

### Como futbolista
| Club                      | País      | Año       |
| ------------------------- | --------- | --------- |
| Newell's Old Boys         | Argentina | 1981-1984 |
| Estudiantes de Río Cuarto | Argentina | 1984      |
| Newell's Old Boys         | Argentina | 1985-1994 |
| Estudiantes de La Plata   | Argentina | 1994-1995 |
| Quilmes                   | Argentina | 1995-1996 |
| San Martín de Tucumán     | Argentina | 1996-1997 |

### Estadísticas como entrenador
Actualizado al 1 de agosto de 2022
| Equipo                      | Torneo                      | Estadísticas | Estadísticas | Estadísticas | Estadísticas | Estadísticas | Estadísticas | Estadísticas | Estadísticas  |
| Equipo                      | Torneo                      | PJ           | G            | E            | P            | GF           | GC           | DG           | Efectividad % |
| --------------------------- | --------------------------- | ------------ | ------------ | ------------ | ------------ | ------------ | ------------ | ------------ | ------------- |
| Newell's Old Boys Argentina | Apertura 2001               | 19           | 6            | 5            | 8            | 29           | 28           | +1           | 40.35%        |
| Newell's Old Boys Argentina | Clausura 2002               | 1            | 0            | 0            | 1            | 0            | 3            | -3           | 0%            |
| Newell's Old Boys Argentina | Total                       | 20           | 6            | 5            | 9            | 29           | 31           | -2           | 38.33%        |
| Tacuary Paraguay            | Campeonato Paraguayo 2004   | 7            | 4            | 1            | 2            | 10           | 3            | +7           | 61.9%         |
| Tacuary Paraguay            | Total                       | 7            | 4            | 1            | 2            | 10           | 3            | +7           | 61.9%         |
| Libertad Paraguay           | Campeonato Paraguayo 2004   | 10           | 5            | 4            | 1            | 20           | 7            | +13          | 63.33%        |
| Libertad Paraguay           | Copa Sudamericana 2004      | 2            | 0            | 1            | 1            | 1            | 3            | -2           | 16.67%        |
| Libertad Paraguay           | Clausura 2004               | 6            | 3            | 0            | 3            | 7            | 10           | -3           | 50%           |
| Libertad Paraguay           | Total                       | 18           | 8            | 5            | 5            | 28           | 20           | +8           | 53.7%         |
| Godoy Cruz Argentina        | Primera B Nacional 2005-06  | 40           | 18           | 13           | 9            | 53           | 37           | +16          | 55.83%        |
| Godoy Cruz Argentina        | Primera División 2006-07    | 40           | 10           | 12           | 18           | 45           | 53           | -8           | 35%           |
| Godoy Cruz Argentina        | Total                       | 80           | 28           | 25           | 27           | 98           | 90           | +8           | 45.42%        |
| Banfield Argentina          | Apertura 2007               | 19           | 10           | 2            | 7            | 22           | 21           | +1           | 56.14%        |
| Banfield Argentina          | Clausura 2008               | 7            | 2            | 1            | 4            | 14           | 14           | 0            | 33.33%        |
| Banfield Argentina          | Total                       | 26           | 12           | 3            | 11           | 36           | 35           | +1           | 50%           |
| Racing Club Argentina       | Clausura 2008               | 10           | 2            | 5            | 3            | 10           | 11           | -1           | 36.67%        |
| Racing Club Argentina       | Apertura 2008               | 19           | 5            | 7            | 7            | 19           | 22           | -3           | 38.6%         |
| Racing Club Argentina       | Clausura 2009               | 3            | 0            | 0            | 3            | 2            | 9            | -7           | 0%            |
| Racing Club Argentina       | Total                       | 32           | 7            | 12           | 13           | 31           | 42           | -11          | 34.38%        |
| Barcelona SC · Ecuador      | Campeonato Ecuatoriano 2009 | 16           | 5            | 6            | 5            | 17           | 19           | -2           | 43.75%        |
| Barcelona SC · Ecuador      | Campeonato Ecuatoriano 2010 | 34           | 18           | 9            | 7            | 42           | 22           | +20          | 61.76%        |
| Barcelona SC · Ecuador      | Copa Sudamericana 2010      | 2            | 2            | 0            | 0            | 5            | 2            | +3           | 100%          |
| Barcelona SC · Ecuador      | Total                       | 52           | 25           | 15           | 12           | 64           | 43           | +21          | 57.69%        |
| Santiago Wanderers · Chile  | Apertura 2011               | 17           | 5            | 4            | 8            | 23           | 31           | -8           | 37.25%        |
| Santiago Wanderers · Chile  | Copa Chile 2011             | 6            | 2            | 1            | 3            | 5            | 6            | -1           | 38.89%        |
| Santiago Wanderers · Chile  | Clausura 2011               | 1            | 0            | 0            | 1            | 0            | 1            | -1           | 0%            |
| Santiago Wanderers · Chile  | Total                       | 24           | 7            | 5            | 12           | 28           | 38           | -10          | 36.11%        |
| Atlético Tucumán Argentina  | Primera B Nacional 2011-12  | 29           | 9            | 8            | 12           | 26           | 36           | -10          | 40.23%        |
| Atlético Tucumán Argentina  | Copa Argentina 2011-12      | 4            | 1            | 2            | 1            | 3            | 3            | 0            | 41.67%        |
| Atlético Tucumán Argentina  | Total                       | 33           | 10           | 10           | 13           | 29           | 39           | -10          | 40.4%         |
| Huracán Argentina           | Primera B Nacional 2012-13  | 23           | 10           | 5            | 8            | 28           | 24           | +4           | 50.72%        |
| Huracán Argentina           | Copa Argentina 2012-13      | 1            | 1            | 0            | 0            | 5            | 1            | +4           | 100%          |
| Huracán Argentina           | Total                       | 24           | 11           | 5            | 8            | 33           | 25           | +8           | 52.78%        |
| Manta FC · Ecuador          | Campeonato Ecuatoriano 2014 | 24           | 6            | 5            | 13           | 24           | 34           | -10          | 31.94%        |
| Manta FC · Ecuador          | Total                       | 24           | 6            | 5            | 13           | 24           | 34           | -10          | 31.94%        |
| Jorge Wilstermann · Bolivia | Primera División 2014-15    | 22           | 10           | 9            | 3            | 23           | 15           | +8           | 59.09%        |
| Jorge Wilstermann · Bolivia | Primera División 2015-16    | 16           | 6            | 6            | 4            | 24           | 22           | +2           | 50%           |
| Jorge Wilstermann · Bolivia | Total                       | 38           | 16           | 15           | 7            | 47           | 37           | +10          | 55.26%        |
| Atlético Rafaela Argentina  | Campeonato 2016             | 8            | 1            | 2            | 5            | 7            | 13           | -6           | 20.83%        |
| Atlético Rafaela Argentina  | Copa Argentina 2015-16      | 2            | 0            | 2            | 0            | 4            | 4            | 0            | 33.33%        |
| Atlético Rafaela Argentina  | Copa Santa Fe 2016          | 3            | 1            | 1            | 1            | 7            | 2            | +5           | 44.44%        |
| Atlético Rafaela Argentina  | Campeonato 2016-17          | 30           | 10           | 7            | 13           | 31           | 30           | +1           | 41.11%        |
| Atlético Rafaela Argentina  | Copa Argentina 2016-17      | 1            | 1            | 0            | 0            | 1            | 0            | +1           | 100%          |
| Atlético Rafaela Argentina  | Total                       | 44           | 13           | 12           | 19           | 50           | 49           | +1           | 38.64%        |
| Newell's Old Boys Argentina | Copa Argentina 2016-17      | 1            | 0            | 0            | 1            | 1            | 2            | -1           | 0%            |
| Newell's Old Boys Argentina | Copa Santa Fe 2017          | 1            | 0            | 1            | 0            | 1            | 1            | 0            | 33.33%        |
| Newell's Old Boys Argentina | Campeonato 2017-18          | 16           | 4            | 4            | 8            | 14           | 17           | -3           | 33.33%        |
| Newell's Old Boys Argentina | Total                       | 18           | 4            | 5            | 9            | 16           | 20           | -4           | 31.48%        |
| Newell's Old Boys Argentina | Total en Newells            | 38           | 10           | 10           | 18           | 45           | 51           | -6           | 35.09%        |
| Oriente Petrolero · Bolivia | Clausura 2018               | 14           | 6            | 3            | 5            | 12           | 14           | -2           | 50%           |
| Oriente Petrolero · Bolivia | Total                       | 14           | 6            | 3            | 5            | 12           | 14           | -2           | 50%           |
| Atlético Rafaela Argentina  | Primera B Nacional 2018-19  | 18           | 5            | 4            | 9            | 16           | 17           | -1           | 35.19%        |
| Atlético Rafaela Argentina  | Total                       | 18           | 5            | 4            | 9            | 16           | 17           | -1           | 35.19%        |
| Atlético Rafaela Argentina  | Total en Rafaela            | 62           | 18           | 16           | 28           | 66           | 66           | 0            | 37.63%        |
| Carlos A. Mannucci · Perú   | Fase 1 2020                 | 6            | 1            | 3            | 2            | 9            | 9            | 0            | 33.33%        |
| Carlos A. Mannucci · Perú   | Total                       | 6            | 1            | 3            | 2            | 9            | 9            | 0            | 33.33%        |
| Platense Argentina          | Primera Nacional 2019-20    | 1            | 0            | 1            | 0            | 1            | 1            | 0            | 33.33%        |
| Platense Argentina          | Transición PN 2020          | 10           | 4            | 6            | 0            | 13           | 7            | +6           | 60%           |
| Platense Argentina          | Copa de la LPF 2021         | 13           | 4            | 2            | 7            | 12           | 19           | -7           | 35.9%         |
| Platense Argentina          | Total                       | 24           | 8            | 9            | 7            | 26           | 27           | -1           | 45.83%        |
| Tristán Suárez Argentina    | Primera Nacional 2022       | 20           | 5            | 4            | 11           | 19           | 23           | -4           | 31.67%        |
| Tristán Suárez Argentina    | Copa Argentina 2021-22      | 1            | 0            | 0            | 1            | 0            | 2            | -2           | 0%            |
| Tristán Suárez Argentina    | Total                       | 21           | 5            | 4            | 12           | 19           | 25           | -6           | 30.16%        |
| Total como entrenador       | Total como entrenador       | 523          | 182          | 147          | 194          | 605          | 598          | +7           | 44.1%         |

## Títulos

### Como futbolista

#### Torneos nacionales
| Título           | Club                    | País      | Año     |
| ---------------- | ----------------------- | --------- | ------- |
| Primera División | Newell's Old Boys       | Argentina | 1987-88 |
| Primera División | Newell's Old Boys       | Argentina | 1990-91 |
| Primera División | Newell's Old Boys       | Argentina | C-1992  |
| Nacional B       | Estudiantes de la Plata | Argentina | 1994-95 |

### Como entrenador

#### Torneos nacionales
| Título             | Club       | País      | Año       |
| ------------------ | ---------- | --------- | --------- |
| Primera B Nacional | Godoy Cruz | Argentina | 2005/2006 |